# 대부신탁
대부신탁(貸付信託)은 신탁은행이 금전 위탁자와의 계약을 통하여서 모은 자금을 대출하거나 어음할인을 하여 이에 따른 수익을 위탁자에게 배분하는 형태의 신탁이다. 신탁은행은 위탁자에 대하여 일정 기간과 금액을 기록한 수익 증권을 교부하는데, 이것은 무기명이므로 자유로이 전매(專賣)하거나 다시 사들일 수 있다. 자금이 투자에 의해 운용되는 투자 신탁에 비하여 보다 안전한 것이라 말한다.